# Боднар Василь Миронович
Васи́ль Миро́нович Бо́днар (нар. 20 вересня 1976, с. Олесине, Україна) — український дипломат, Надзвичайний і Повноважний Посол України в Польщі (з 2024). Надзвичайний і Повноважний Посол України в Туреччині (2021—2024).
Заступник міністра закордонних справ України (2017—2021), Генеральний консул України в Стамбулі (2015—2017), за сумісництвом — представник України при Організації Чорноморського Економічного Співробітництва (від 2016 до 27 липня 2017).

## Життєпис
Василь Боднар народився 20 вересня 1976 року в селі Олесиному (нині Тернопільського району) Тернопільської області. У 1998 році закінчив факультет міжнародних відносин Львівського університету та у 2003 році — юридичний факультет цього ж вишу. В 1999 р. пройшов навчальний курс з питань європейської інтеграції у Нідерландському інституті міжнародних відносин «Клінгендаль». Володіє іноземними англійською, польською та російською мовами.
У 1998—2000 рр. — аташе, третій секретар відділу Балканських країн МЗС України.
У 2000—2004 рр. — третій, другий секретар Посольства України в Російській Федерації.
У 2004—2006 рр. — в. о. начальника відділу Туреччини та Південного Кавказу МЗС України.
У 2006 (від червня) — 2010 рр. — перший секретар, радник Посольства України в Республіці Польща.
У 2010—2012 рр. — заступник директора Третього територіального департаменту  — начальник Управління країн Центральної та Північної Європи Міністерства закордонних справ України
У 2013—2015 рр. — радник-посланник Посольства України в Туреччині. Від травня 2015 р. — призначений на посаду Генерального консула України в Стамбулі.
Від 11 березня 2016 до 27 липня 2017 — представник України при Організації Чорноморського економічного співробітництва.
лютий-листопад 2017 — т. в.о. Директора 2 ЄД МЗС України.
листопад 2017 — Заступник Міністра закордонних справ України.
З 30 липня 2021 по 25 жовтня 2024 року — Надзвичайний і Повноважний Посол України в Туреччині.
З 25 жовтня 2024 року — Надзвичайний і Повноважний Посол України в Польщі.

## Дипломатичний ранг
- Надзвичайний і Повноважний Посол (24 серпня 2022)[10]